# Orhon járás (Bulgan)
Orhon járás (mongol nyelven: Орхон сум) Mongólia Bulgan tartományának egyik járása. Területe 4100 km². Népessége kb. 4700 fő.
Székhelye Mandal (Мандал), mely kb. 50 km-re délre fekszik Bulgan tartományi székhelytől.